# Force India VJM04
VJM04 foi o modelo de carro de corrida da equipe Force India para a temporada de 2011 de Fórmula 1.
O modelo foi apresentado no dia 8 de fevereiro pela internet.